# Olympische Geschichte Malis
| Gelbes Symbol für Goldmedaillen mit stilisierten Olympischen Ringen | Graues Symbol für Silbermedaillen mit stilisierten Olympischen Ringen | Braundes Symbol für Bronzemedaillen mit stilisierten Olympischen Ringen |
| ------------------------------------------------------------------- | --------------------------------------------------------------------- | ----------------------------------------------------------------------- |
| —                                                                   | —                                                                     | —                                                                       |

Mali, dessen NOK, das Comité National Olympique et Sportif du Mali, 1962 gegründet und 1963 vom IOC anerkannt wurde, nimmt seit 1964 an Olympischen Sommerspielen teil. 1976 schloss man sich dem afrikanischen Boykott der Spiele von Montreal an. Auf Teilnahmen an Winterspielen wurde bislang verzichtet. Bislang konnte keine Medaille gewonnen werden.

## Übersicht
Zwei Leichtathleten bildeten die Olympiamannschaft Malis bei der ersten Teilnahme an Olympischen Spielen 1964 in Tokio. Der erste Olympionike seines Landes war Sara Camara, der am 14. Oktober 1964 im 100-Meter-Lauf antrat. 1968 in Mexiko-Stadt kam erstmals ein Boxer zum Einsatz, 1972 in München erstmals ein Judoka. Mali beteiligte sich am Boykott afrikanischer Länder der Spiele von Montreal 1976.
1980 in Moskau trat mit Fatalmoudou Niaré erstmals eine Frau aus Mali bei einem olympischen Wettbewerb an. Bei den folgenden Austragungen der Sommerspiele blieb Mali erfolglos. 2000 in Sydney traten erstmals malische Schwimmer an. 2004 in Athen feierte die malische U23-Fußballnationalmannschaft ihr olympisches Debüt, 2008 in Peking die Frauennationalmannschaft im Basketball. Hier trat auch erstmals ein Teilnehmer im Taekwondo-Wettbewerb an. Der Schwergewichts-Taekwondoin Daba Modibo Keïta kämpfte sich 2012 in London bis zum Match um die Bronzemedaille. Verletzungsbedingt konnte er den Kampf jedoch nicht antreten, so dass ihm nur der vierte Platz blieb. Keïta war damit der bislang (Stand August 2024) erfolgreichste Olympiastarter Malis.

## Übersicht der Teilnehmer

### Sommerspiele
| Jahr      | Athleten           | Athleten           | Athleten           | Sportarten         | Sportarten         | Sportarten         | Sportarten         | Sportarten         | Sportarten         | Sportarten         | Medaillen          | Medaillen          | Medaillen          | Medaillen          | Rang               |
| Jahr      | Gesamt             |                    |                    |                    |                    |                    |                    |                    |                    |                    |                    |                    |                    | Medaillen – Gesamt | Rang               |
| --------- | ------------------ | ------------------ | ------------------ | ------------------ | ------------------ | ------------------ | ------------------ | ------------------ | ------------------ | ------------------ | ------------------ | ------------------ | ------------------ | ------------------ | ------------------ |
| 1896–1960 | nicht teilgenommen | nicht teilgenommen | nicht teilgenommen | nicht teilgenommen | nicht teilgenommen | nicht teilgenommen | nicht teilgenommen | nicht teilgenommen | nicht teilgenommen | nicht teilgenommen | nicht teilgenommen | nicht teilgenommen | nicht teilgenommen | nicht teilgenommen | nicht teilgenommen |
| 1964      | 2                  | 2                  | 0                  |                    |                    |                    |                    | 2                  |                    |                    |                    |                    |                    |                    |                    |
| 1968      | 2                  | 2                  | 0                  |                    | 1                  |                    |                    | 1                  |                    |                    |                    |                    |                    |                    |                    |
| 1972      | 3                  | 3                  | 0                  |                    |                    |                    | 2                  | 1                  |                    |                    |                    |                    |                    |                    |                    |
| 1976      | nicht teilgenommen | nicht teilgenommen | nicht teilgenommen | nicht teilgenommen | nicht teilgenommen | nicht teilgenommen | nicht teilgenommen | nicht teilgenommen | nicht teilgenommen | nicht teilgenommen | nicht teilgenommen | nicht teilgenommen | nicht teilgenommen | nicht teilgenommen | nicht teilgenommen |
| 1980      | 7                  | 6                  | 1                  |                    | 1                  |                    | 3                  | 3                  |                    |                    |                    |                    |                    |                    |                    |
| 1984      | 4                  | 4                  | 0                  |                    | 1                  |                    | 1                  | 2                  |                    |                    |                    |                    |                    |                    |                    |
| 1988      | 6                  | 5                  | 1                  |                    | 1                  |                    | 2                  | 3                  |                    |                    |                    |                    |                    |                    |                    |
| 1992      | 5                  | 3                  | 2                  |                    |                    |                    | 2                  | 3                  |                    |                    |                    |                    |                    |                    |                    |
| 1996      | 3                  | 1                  | 2                  |                    |                    |                    |                    | 3                  |                    |                    |                    |                    |                    |                    |                    |
| 2000      | 5                  | 3                  | 2                  |                    |                    |                    | 1                  | 2                  | 2                  |                    |                    |                    |                    |                    |                    |
| 2004      | 23                 | 21                 | 2                  |                    |                    | 18                 | 1                  | 2                  | 2                  |                    |                    |                    |                    |                    |                    |
| 2008      | 35                 | 21                 | 14                 | 12                 |                    | 18                 |                    | 2                  | 2                  | 1                  |                    |                    |                    |                    |                    |
| 2012      | 6                  | 4                  | 2                  |                    |                    |                    | 1                  | 2                  | 2                  | 1                  |                    |                    |                    |                    |                    |
| 2016      | 6                  | 4                  | 2                  |                    |                    |                    | 1                  | 2                  | 2                  | 1                  |                    |                    |                    |                    |                    |
| 2020      | 4                  | 3                  | 1                  |                    |                    |                    |                    | 2                  | 1                  | 1                  |                    |                    |                    |                    |                    |
| 2024      | 23                 | 21                 | 2                  |                    | 1                  | 18                 |                    | 1                  | 2                  | 1                  |                    |                    |                    |                    |                    |
| Gesamt    | Gesamt             | Gesamt             | Gesamt             | Gesamt             | Gesamt             | Gesamt             | Gesamt             | Gesamt             | Gesamt             | Gesamt             | 0                  | 0                  | 0                  | 0                  |                    |

### Winterspiele
| Jahr      | Athleten           | Athleten           | Athleten           | Sportarten         | Medaillen          | Medaillen          | Medaillen          | Medaillen          | Rang               |
| Jahr      | Gesamt             |                    |                    | Sportarten         |                    |                    |                    | Medaillen – Gesamt | Rang               |
| --------- | ------------------ | ------------------ | ------------------ | ------------------ | ------------------ | ------------------ | ------------------ | ------------------ | ------------------ |
| 1924–2022 | nicht teilgenommen | nicht teilgenommen | nicht teilgenommen | nicht teilgenommen | nicht teilgenommen | nicht teilgenommen | nicht teilgenommen | nicht teilgenommen | nicht teilgenommen |
| Gesamt    | Gesamt             | Gesamt             | Gesamt             | Gesamt             | 0                  | 0                  | 0                  |                    | –                  |

## Medaillengewinner

### Goldmedaillen
Bislang (Stand August 2024) keine Medaillengewinner

### Silbermedaillen
Bislang (Stand August 2024) keine Medaillengewinner

### Bronzemedaillen
Bislang (Stand August 2024) keine Medaillengewinner